# Camargo (pueblo)
Camargo es una localidad del Ayuntamiento de Camargo (Cantabria, España). La localidad se encuentra a 30 metros de altitud y a 3,4 kilómetros de la capital municipal, Muriedas. A 1 de enero de 2020 contaba con 1.064 habitantes censados.

## Geografía

### Pueblos limítrofes
| Noroeste: Igollo   | Norte: Herrera | Noreste: Herrera  |
| Oeste: Escobedo    |                | Este: Revilla     |
| Suroeste: Parbayón | Sur: Parbayón  | Sureste: Parbayón |

## Fiestas
- El 8 de septiembre se celebra la fiesta de Nª Señora de Solares.
- El 29 de septiembre se celebra la fiesta de San Miguel Arcángel.

## Patrimonio

### Religioso
- La iglesia de San Miguel, levantada entre los siglos XVI y XVII.
- La iglesia de Nuestra Señora de Solares, documentada en el siglo XV y reedificada en el siglo XVI.
- La ermita de Santiago, de los siglos XVI-XVII.

### Civil
- La casona de Ignacio de Reigadas de finales del siglo XVII

### Militar
- Ruinas del castillo del Collao, s. IX. (En el límite con Escobedo)

- Datos: Q5741721